# Mémoires de deux jeunes mariées
Mémoires de deux jeunes mariées est un roman épistolaire d’Honoré de Balzac paru sous la forme de roman-feuilleton dans La Presse en 1841 en deux parties, sous deux titres différents : Mémoires d’une jeune femme (sans doute écrit en 1834) et Sœur Marie des Anges. Il fut publié chez Furne en 1842 dans les Scènes de la vie privée et dédicacé à George Sand, dont la force de caractère a certainement inspiré l’auteur de La Comédie humaine.
Ce roman reste néanmoins en marge de ceux qui constituent La Comédie humaine, dans la mesure où il est le seul roman épistolaire de Balzac. Sténie, son premier roman, était resté inachevé ; quant au Lys dans la vallée, c'est essentiellement un récit à la première personne déguisé sous forme de lettre, c'est pour Balzac le « seul système qui puisse rendre vraisemblable une histoire fictive » (préface du Lys dans la vallée).
Le titre définitif ne donne pas la mesure exacte de la puissance et, parfois, de la violence verbale de ce roman. Les deux protagonistes représentent deux caractères opposés. L'une présente un caractère de femme passionnée capable de lutter contre les siens pour échapper aux lois familiales, prête à tout pour vivre selon ses conceptions ; elle fait partie de ces « bolides humains » qui traversent La Comédie humaine avec éclat. L'autre est au contraire résignée à la maternité et disposée à faire un mariage sans passion, convaincue que c'est le destin de la femme, résignée aux désirs de sa famille et de la société ; mariée par raison, elle suit un chemin sans heurt et fait le bonheur des siens.

## Personnages

### Protagonistes principales
- Armande-Louise-Marie de Chaulieu : jeune fille parisienne de 18 ans au début du roman. Devient baronne de Macumer après son premier mariage et enfin madame Gaston après son second mariage.
- Renée de Maucombe : prend le nom de Renée de l'Estorade dès son mariage en Provence. S'installe à Paris une dizaine d'années plus tard.

### Autres expéditeurs ou destinataires de la correspondance
Leur présence effective est très sporadique. Ils ne servent guère qu'à faire avancer l'action ou à donner des indications sur l'intrigue en cours.
- Louis de l'Estorade : mari de Renée.
- Don Felipe Hénarez, baron de Macumer : baron espagnol d'abord banni puis réhabilité, amoureux, puis mari de Louise de Chaulieu.
- Duc Fernand de Soria : frère de Don Felipe.

### Autres personnages évoqués
Ces personnages n'écrivent pas et c'est à peine s'ils sont esquissés dans le récit.
- Duchesse de Maufrigneuse.

## Résumé

### Première partie
L'échange épistolaire débute en septembre, Armande-Louise-Marie de Chaulieu écrit à son amie, Renée de Maucombe. On apprend alors que les deux jeunes filles viennent de sortir du couvent des Carmélites de Blois. Il s’agit d’une véritable délivrance pour les deux amies. Au fur et à mesure que les lettres s’échangent, le lecteur voit que le chemin des deux femmes prend des tournures différentes. D’un côté, Louise (Armande-Louise-Marie de Chaulieu) va vivre à Paris, où elle retrouve sa famille. Elle va s’en sortir grâce à sa grand-mère, décédée, qui, à sa mort, lui a légué toute sa fortune. Louise cherche à devenir quelqu’un, à faire succomber un homme à son charme. Elle souhaite trouver l’amour, celui qui la fera se sentir encore plus vivante, elle veut de la passion. Elle veut faire ses débuts dans le monde comme une grande dame, se constitue une garde-robe, se rend à des bals. Elle cherche à se faire connaître. Elle va finalement redevenir proche de sa famille, notamment de son père, qui devient ambassadeur d’Espagne. Aussi commence-t-elle à suivre des cours d’espagnol, donnés par Felipe Henarez. C’est en réalité le baron de Macumer, un Grand d’Espagne exilé à Paris pour raisons politiques et à moitié ruiné. Plus tard, elle découvre sa véritable identité et ils se marient. Il s’agit d’un mariage qui a pour objet la passion, le désir. Ils vivent davantage comme des amants que des époux, mais Louise ne découvre pas le bonheur d’être mère.
D’un autre côté, Renée de Maucombe retourne vivre en Provence. Si elle ne veut pas être définitivement destinée au couvent, elle doit épouser Louis de l’Estorade, qui vit recroquevillé dans sa bastide, La Crampade. Cet homme, falot mais acceptable, semble être très amoureux de la jeune femme mais ce n’est pas vraiment réciproque. Ils concluent toutefois une sorte de pacte : Renée l’épouse à condition qu’elle puisse rester une femme libre. Elle s’est fixé un but, le rendre heureux et organiser leur existence à sa façon. Elle rénove leur demeure et fait promettre à Louis d’avoir une grande carrière. La première partie se termine sur la deuxième maternité de Renée.

### Seconde partie
Dans la seconde partie de l’œuvre, on apprend que Louise finit par étouffer Felipe par la puissance de son amour et il meurt quelques années après leur mariage. Quatre ans plus tard, elle se remarie en secret avec un poète, Marie Gaston. Ils vivent leur passion, cachés dans la campagne pendant trois ans. Pourtant, Louise devient extrêmement jalouse et va finir par penser que son mari la trompe ; elle se laisse mourir à 30 ans d’une maladie pulmonaire qu’elle a sciemment déclenchée. En réalité, son mari ne faisait qu’aider la veuve de son frère, d’où les nombreux allers-retours vers Paris qui ont contribué à faire douter Louise. Cette dernière meurt dans la souffrance en regrettant de n’avoir jamais connu la maternité.
Renée, quant à elle, se concentre sur la carrière de son mari. Ils gravissent les échelons de la hiérarchie sociale. Louis de l’Estorade devient député, pair de France, grand officier de la Légion d’honneur et président de chambre à la Cour des comptes. Renée le soutient beaucoup, c’est elle qui le pousse à se cultiver, à faire carrière. Renée a aussi un dernier enfant ; elle révèle à son amie ce que c’est que d’être une mère (avec les bons et les mauvais côtés) : l’accouchement, l’allaitement, les maladies d’enfance, mais aussi le plaisir de s’occuper de ses trois enfants. En somme, elle devient une femme du monde et, ayant renoncé à la passion par un mariage de raison, elle connaît l’épanouissement de la maternité. Louise, qui est une héroïne passionnée, connaît le bonheur de l’amour mais ne peut se garder de la jalousie vis-à-vis de Renée.
Au fil du roman, les deux jeunes amies prennent des directions opposées. Elles ont eu la même éducation, pourtant elles prennent des chemins différents, n’ont pas la même vision du monde, de l’amour et du mariage. Elles restent amies, se racontent leurs vies, ce qu’elles comptent faire et ce qu’elles regrettent. La forme épistolaire permet au lecteur de peser leurs choix. Balzac lui-même avouait : « J’aimerais mieux être tué par Louise que de vivre longtemps avec Renée. » Au lecteur d’en juger.

## Thèmes
Ce roman épistolaire fusionne deux projets, l'un datant de 1834 et intitulé Mémoires d'une jeune femme, l'autre de 1835 et ayant pour titre Sœur Marie des Anges. Ce dernier, resté à l'état d'ébauche, se retrouve, en fragment, sous le titre Sœur Marie des Anges, dans les ébauches rattachées à La Comédie humaine sous forme de brouillon, d’esquisse, très intéressante du point de vue de la technique du scénographe et du portraitiste Balzac.
Balzac a exploré dans ce roman le jeu du dédoublement en deux personnages opposés : « Renée, c'est la raison, le choix de la sagesse, de la durée, la domination du destin (et la compensation par l'imaginaire) ; Louise, c'est la folie, l'imagination vivante, la vie indifférente à la durée et à la mort : et toutes deux perdront. »

## Édition
- Honoré de Balzac, La Comédie humaine : Études de mœurs. Scènes de la vie privée, t. I, Paris, Gallimard, coll. « Bibliothèque de la Pléiade » (no 26), 1976, 1576 p. (ISBN 978-2-07-010851-0), « Mémoires de deux jeunes mariées ».
- Honoré de Balzac, Mémoires de deux jeunes mariées, édition établie par Arlette Michel, Garnier Flammarion, 1979.
- Honoré de Balzac, Mémoires de deux jeunes mariées, préface de Bernard Pingaud, annotations de Samuel S. de Sacy, Paris, Gallimard, coll. "Folio", 1981.
- Honoré de Balzac, Mémoires de deux jeunes mariées, préface, notes et dossier de Gisèle Séginger, Paris, Le Livre de Poche, 2022.

## Téléfilm
- Mémoire de deux jeunes mariées (1981), téléfilm de Marcel Cravenne réalisé dans le cadre des Romans du samedi. Avec Fanny Ardant et Martine Chevallier.